# تجاوز (فیلم ۱۳۴۹)
تجاوز فیلمی به کارگردانی حمید مصداقی و نویسندگی بهزاد فراهانی ساختهٔ سال ۱۳۴۹ است.

## خلاصه داستان
عبدول (داوود رشیدی) در کارگاه چوب بری کار و با خواهرش گلاب (فهیمه رحیم نیا) زندگی می‌کند…

## بازیگران
- داوود رشیدی
- اکبر مشکین
- آذر فخر
- بهزاد فراهانی
- منوچهر فرید
- جمشید لایق
- فهیمه رحیم نیا
- فیروز بهجت محمدی
- پرویز فنی زاده
- خسرو شجاع زاده
- حسین کسبیان
- فریدون نوری
- فردوس کاویانی
- حمید طاعتی
- عزیزاله هنرآموز
- محمود دولت‌آبادی
- مهری ودادیان
- رضا کرم رضایی
- اصغر سمسارزاده